# Tarbaleus inflatus
Tarbaleus inflatus är en insektsart som beskrevs av Willemse, C. 1932. Tarbaleus inflatus ingår i släktet Tarbaleus och familjen gräshoppor. Inga underarter finns listade i Catalogue of Life.